# 嫐
『嫐』（うわなり）とは、歌舞伎十八番のひとつ。

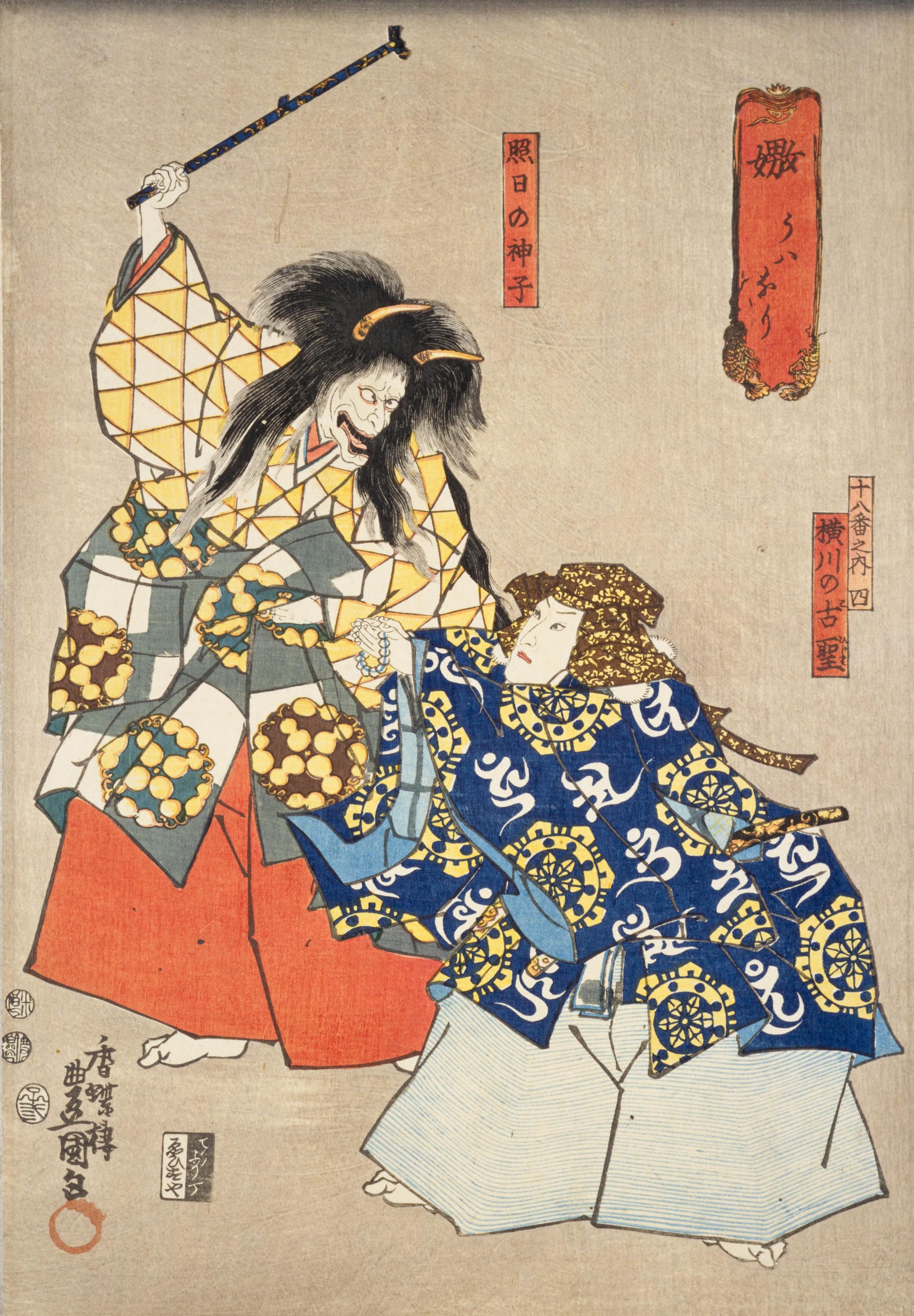
「十八番之内 四　嫐」　三代目歌川豊国画。

## 解説
元禄12年 (1699年)7月の江戸中村座において、初代市川團十郎の甲賀三郎他で初演。この時の外題は『一心五界玉』（いっしんごかいのたま）で、「甲賀三郎/鬼神退治」の角書きが付いた。 
台本が伝わらないので詳細は不明であるが、初代と二代目團十郎の上演した芝居について記録した『金之揮』（きんのざい）によれば、初代團十郎演じる甲賀三郎が岩穴に落ちるとその中に屋敷があり、三郎の妾であるみな月がいた。三郎がそのみな月と蚊帳の中での濡れ事を演じているところに、二代目團十郎（この時市川九蔵）演じる三郎の娘くれ竹が現れる。くれ竹には死んだ本妻の怨霊がとり付いており、三郎や妾に対して嫉妬の所作を見せる、という内容だったという。
「うわなり」とは後妻のことで、すなわちここで取り上げているのは後妻打ちのことであるが、本来の後妻打ちが離縁された元の妻が後妻に対して行う争いであるのに対して、『金之揮』に収められている内容では本妻が（といっても死霊が娘にとりついたものであるが）妾に対して嫉妬の念を燃やす。離縁云々ということが無くても、男一人に女が二人で男を取り合い、古くからいた女のほうが嫉妬の所作をみせるという内容になっていれば、それを「後妻打ち」としたようである。いずれにしてもこれは女形の芸であり、本来立役で荒事を得意とするはずの市川家のお家芸になぜ入れられたのかわからないという意見もある。
その後「うわなり」の外題がつく芝居は何度か上演されたが、天保8年（1832年）の市村座で上演された『裏表桜彩幕』（うらおもてさくらのいろまく）が江戸時代において『嫐』上演の最後となった。この芝居は清玄桜姫物に鏡山物などを綯い交ぜにしたもので、その最後の幕である二番目大切に上演された常磐津浄瑠璃の所作事『花雲鐘入月』（はなのくもかねにいるつき）を『嫐』としたのである。残されている番付には『花雲鐘入月』の外題の上に、
「歌舞伎十八番之内　其（その）古事（ふるごと）を今爰（ここ）に/蝸牛（ででむし=でんでんむし）の嫐打（うわなりうち）や/角（つの）びたひ」
とある。「蝸牛の嫐打」というのは初代團十郎の俳名が「才牛」だったことに因み、「才牛」に比べれば「蝸牛」のような小さいつまらぬ役者ですが、それも憚らずに才牛が演じた『嫐』を御覧に入れますと謙遜したもの。またうわなり打ちで嫉妬のあまりに角を生やした鬼にまでなってしまう姿を、蝸牛が角を出した様子にたとえたのであるが、その肝心の内容は桜姫とその恋人の清水清玄（しみずきよはる）が葱売（しのぶうり）となって落ち延びるところに、桜姫に恋慕して最後には殺された僧侶清玄の亡魂が桜姫と同じ姿で現れるというもので、要するに『隅田川続俤』の大切とほぼ同じものである。初代と二代目が演じた『嫐』とは内容がまるで違い、しかも嫉妬の所作を見せるのが女ではない男の清玄の亡魂であるが、初演の時の台本が当時すでに無く、また舞台上にいるのが男が一人で女が二人という点が注目されて当てはめられたと見られる。なお清玄亡魂を演じたのは七代目團十郎門下の二代目市川九蔵（のちの六代目市川團蔵）であった。
近代になってからは、『嫐』は他の十八番物と同様に長らく上演が絶えていたが、昭和11年（1936年）に五代目市川三升（山崎紫紅脚本）が、また昭和61年（1986年）に二代目尾上松緑（戸部銀作脚本）がそれぞれ復活上演した。内容的には、いずれも三代目歌川豊国（歌川国貞）の描いた十八番の錦絵などを参考にして想像を大幅に加えたものである。
平成27年（2015年）には十一代目市川海老蔵が自らのシンガポール公演（10月17日～18日）で、『嫐』を舞踊劇仕立てに練り直して披露した。